# One Year Later
"One Year Later" es el primer episodio de la segunda temporada de la serie de televisión estadounidense de ciencia ficción, drama, suspenso y espía político Andor. Es el decimotercer episodio de la serie en general; fue escrito por el creador de la serie Tony Gilroy y dirigido por Ariel Kleiman. El episodio sigue a sus personajes un año después de la rebelión en Ferrix; Cassian realizando una operación que tiene problemas, Mon Mothma y Luthen envueltos en la preparación del matrimonio de su hija y Dedra participando de una reunión con el director Orson Krennic.
"One Year Later" se estrenó en Disney+ el 22 de abril de 2025 como parte de un bloque de tres episodios que también incluía "Sagrona Teema" y "Harvest", y recibió críticas generalmente positivas tanto de los críticos como del público.

## Trama
En el 4 ABY, un año después del levantamiento en Ferrix, Cassian Andor se hace pasar por un piloto de pruebas imperial para robar un prototipo de un nuevo caza estelar experimental, el TIE Avenger. Sin embargo, no ha sido entrenado para volar la nave, y escapa por poco de las instalaciones después de ser perseguido por los imperiales cuando sale.
En el mundo agrario del Borde Exterior de Mina-Rau, los supervivientes de Ferrix, Wilmon Paak, Brasso, B2EMO y Bix Caleen, trabajan de forma indocumentada para un granjero local; Bix sufre sueños traumáticos con el Dr. Gorst, el científico imperial responsable de su tortura en Ferrix. Observan la llegada de naves imperiales al planeta, señalando una inspección inminente.
En Chandrila, comienza la boda arreglada de Leida, la hija de Mon Mothma, con Stekan, el hijo de Davo Sculdun; Mon y Vel Sartha se sorprenden al ver que Sculdun ha invitado a Luthen y Kleya; ambos se niegan a explicar su presencia en la boda. Tay Kolma se acerca a Mon para fijar un tiempo para que ambos se "pongan al día" sobre un tema no especificado.
Cassian aterriza el Avenger en una luna selvática donde le han ordenado entregar el caza a otro piloto; se sorprende al descubrir que su propia nave está en ruinas y que el piloto de relevo ha desaparecido. Al descender del Avenger, es emboscado por miembros de una célula rebelde guerrillera, la Brigada Maya Pei, liderada por los pendencieros Bardi y Gerdis. Cassian es tomado prisionero mientras los rebeldes continúan luchando entre ellos sobre el mejor curso de acción. 
Orson Krennic mantiene una reunión secreta con varios oficiales imperiales, incluidos Dedra Meero y Lio Partagaz, para planificar una operación para reunir recursos para el programa de energía del Emperador del planeta Ghorman. El planeta es una economía de un solo producto conocida por su "sarga Ghorman" de alta calidad; sin embargo, Krennic necesita otro material, la kalkita, que solo se encuentra en las profundidades del suelo Ghormano. Explica que la magnitud de la minería planeada causaría tal estrés al núcleo de Ghorman que habría un riesgo de que el planeta colapsara totalmente; por lo tanto, en el caso de que no se encuentre una alternativa adecuada a la kalkita requerida, los oficiales reunidos deben hacer planes para sofocar cualquier resistencia potencial de la población local de Ghorman con el fin de extraer el planeta según sea necesario. Se plantean varios posibles cursos de acción, incluida la propagación artificial de una plaga y una elaborada campaña de propaganda contra Ghorman, que ya se ha estado preparando desde antes de que se cortaran las rutas de navegación a Ghorman. Cuando Krennic se acerca a Dedra, esta sugiere apoyar los movimientos de resistencia ghormano locales con espías imperiales para aumentar el sentimiento anti-ghorman fabricado.
Mientras continúa la boda en Chandrila, Luthen está ansioso por recibir actualizaciones sobre el progreso de la misión de Cassian; Kleya, cuando se enfrenta a Vel, revela que Sculdun los ha contratado para proporcionar un regalo para la pareja. Tay le revela a Mon que su negocio ha ido mal y que su esposa lo ha abandonado; sin embargo, desea discutir sobre su financiación de la Rebelión. Antes de que pueda continuar, llaman a Mon para que consuele a Leida, quien está angustiada porque Stekan no quiere tomarle la mano.
En la luna selvática, el conflicto entre los rebeldes Maya Pei se convierte en un tiroteo, y Cassian es secuestrado mientras varios rebeldes a su alrededor son asesinados.

## Producción

### Desarrollo
El episodio fue escrito por el creador de la serie Tony Gilroy, en su sexto crédito como guionista del programa, y dirigido por Ariel Kleiman, quien también dirigiría los siguientes cinco episodios de la serie. Los episodios de la segunda temporada de Andor, al igual que los de la primera, están divididos en bloques, o arcos, de tres episodios; sin embargo, a diferencia de la primera temporada, cada arco comienza con un salto temporal de un año desde el episodio anterior.  Gilroy decidió estructurar la temporada de esta manera después de concluir que el plan original de cinco temporadas para el programa no era viable y necesitaba alguna forma de unir los cuatro años entre la temporada 1 y Rogue One en una sola temporada. Como prueba de concepto, escribió el primer y el último episodio de cada arco argumental, y finalmente decidió utilizar esta estructura para la temporada.

### Escritura
El título del episodio se refiere al salto temporal de un año entre el final de la primera temporada y este episodio, y aparece al comienzo de los bloques de tres episodios de la temporada, y cada vez denota un salto temporal similar de un año. "One Year Later" marca el comienzo del primer bloque de tres episodios de la temporada, y fue el último arco en escribirse. Gilroy terminó el guion del tercer episodio en un vuelo días antes del inicio de la huelga del Gremio de Escritores de Estados Unidos de 2023. El planeta Mina-Rau recibió su nombre en honor a la hija de Tom Bissell, otro escritor de la temporada, quien escribió los episodios 10 a 12.

### Casting
Diego Luna, Stellan Skarsgård, Genevieve O'Reilly, Adria Arjona, Denise Gough, Faye Marsay, Elizabeth Dulau, Anton Lesser, Joplin Sibtain, Muhannad Bhaier, Alastair Mackenzie y Richard Dillane repiten sus papeles de la primera temporada. En "One Year Later", que marca su primera aparición en Andor, Ben Mendelsohn repite su papel como Orson Krennic de los medios anteriores de Star Wars, incluido Rogue One, en el que se desempeñó como antagonista principal. Los papeles de Bardi y Gerdis son interpretados por Benjamin Norris y Sam Gilroy, el hijo del creador de la serie Tony Gilroy, respectivamente. Los dos fueron elegidos por el propio Gilroy después de observar su comportamiento ruidoso en una reunión familiar y pensó que serían buenos candidatos para los papeles de los rebeldes pendencieros Maya Pei. Pierro Niel-Mee se une al conjunto de la serie como Erskin Semaj, un personaje visto originalmente en Star Wars Rebels y que sirve como asistente de Mon.

### Rodaje
"One Year Later" se filmó en el Reino Unido, similar a la mayoría de la serie. El primer bloque de la temporada fue el último en filmarse y enfrentó algunas interrupciones debido a las disputas laborales de Hollywood de 2023, específicamente en Midlands, en el centro de Inglaterra, donde el equipo había plantado 200 acres de centeno para las escenas en Mina-Rau.

### Música
La banda sonora original de "Un año después", al igual que la de otros nueve episodios de los doce de la temporada, fue compuesta por Brandon Roberts, en reemplazo de Nicholas Britell, el compositor de la primera temporada del programa, debido a conflictos de programación. Este fue el primer episodio de la serie que no presentó un nuevo tema de título de apertura, y en su lugar reutilizó el tema de Britell para "Kassa", el estreno de la serie.
La banda sonora del episodio se lanzó junto con la de los siguientes dos episodios de su bloque el 25 de abril de 2025 a través de Walt Disney Records como parte del primero de los cuatro volúmenes de la banda sonora original de la segunda temporada.

## Lanzamiento
"One Year Later" se estrenó en Disney+ el 22 de abril de 2025, como parte de un bloque de tres episodios, junto con "Sagrona Teema" y "Harvest". El episodio también se proyectó para audiencias selectas en Star Wars Celebration Japan 2025, unos días antes del estreno de la temporada. Se esperaba que el episodio se lanzara en agosto de 2024, pero se retrasó debido a las disputas laborales de Hollywood de 2023.

## Recepción

### Respuesta crítica
El sitio web agregador de reseñas Rotten Tomatoes informa un índice de aprobación del 100%, basado en 7 reseñas.
William Hughes de The AV Club dio una reseña positiva, escribiendo: "La fiesta está comenzando y los tornillos están volando: simplemente estoy tarareando de emoción por ver a dónde nos lleva Andor a continuación".